# Yucca schottii
Yucca schottii (sinonim cu Yucca macrocarpa, Engelm) este o specie de Yucca la care florile sunt mai mici.

## Caracteristici
- Frunze[1] - glauce, rigide, liniare, până la 0,50 metri lungime și 4 centimetri lățime, pe partea inferioară concave, glabre pe ambele părți, înguste la bază, pe margine cu câteva filamente drepte, foarte subțiri.
- Flori mici, stil scurt, gros, dispuse în paniculă înaltă, pubescentă, pedunculul și ramurile paniculei sunt șerpuite.
- Trunchi - înalt până la 4 metri, simplu sau slab - ramificat.